# VK Mobile
VK Mobile ist ein koreanischer Mobilfunk- und Batterienhersteller, der 1997 ursprünglich zur Produktion von Batterien gegründet wurde und 2001 seinen Tätigkeitsbereich auf Mobiltelefone und Mobilfunktechnik ausweitete.

## Unternehmensgeschichte
VK Mobile wurde im September 1997 als Viable Korea gegründet und erhielt im Oktober desselben Jahres einen Exklusivvertrag bei Samsung für die Herstellung von Lithium-Polymer-Akkus. Mit dem PCS Phone kommt im April 1998 das erste Mobiltelefon auf den Markt, dass mit einer von ihnen produzierten Batterie ausgestattet ist. Die ersten Lithium-Polymer-Akkus werden im Mai 2000 ausgeliefert.
Im Oktober 2000 werden sie erstmals im KOSDAQ (048760) gelistet.
Im September 2001 weiten sie ihr Geschäftsfeld auf den Mobilfunk auf und liefern die ersten GSM-Handsets nach Hongkong, wo sie im März 2002 ihr erstes Überseebüro VK Telecom (HK) eröffnen und sich in VK Corporation umbenennen. Im selben Monat erhalten sie auch die Verkaufserlaubnis für China, um dort einige Monate später auch eine Produktionsstätte und Büros zu eröffnen. Im Juni 2002 erfolgt eine erste Ausweitung auf den europäischen Markt – nach Italien.
Im Januar 2003 erwerben sie die erste Lizenz für Telekommunikations-Handsets vom Electronics and Telecommunications Research Institute (ETRI) und stellen im Dezember desselben Jahres ihr erstes CDMA-Handset – VK100 – vor.
Vodafone wird im Februar 2004 ein erster großer Abnehmer für Mobiltelefone. Im März folgt die Gründung von VK Mobile USA, Inc. in den Vereinigten Staaten. Im Juli übernehmen sie die Führung in der Liste der schnellstwachsendsten Unternehmen Koreas.
Am 7. Juli 2006 meldete VK Mobile Konkurs an, nachdem sie aufgrund einer aggressiven Marketing-Strategie und Währungsschwankungen Verbindlichkeiten in Höhe von 1,78 Mrd. Won nicht mehr begleichen konnten. Durch eine Finanzspritze der südkoreanischen Regierung und einen großen Auftrag von Motorola konnte dieser jedoch abgewendet werden. Allerdings musste ein Teil der Belegschaft entlassen werden. Die Produktion wurde auf ein Drittel reduziert.

## Produkte
Bekanntestes Produkt von VK Mobile ist das VK2000, ein extrem flaches und kleines GSM-Mobilfunkgerät, dass im Jahr 2006 den Red Dot Design Award erhalten hat.